# Yeongcheon
Yeongcheon (en coreano:영천시, romanización revisada: yeongcheonsi, léase: Yongchón) es una ciudad en la provincia de Gyeongsang del Norte al suroeste de la república de Corea del Sur. Está ubicada al sur de Seúl a unos 248 km y a 30 km al noreste del corazón de Daegu. Su área es de 920.29 km² y su población total en 2007 fue de 107.701.
Por la ciudad pasa la autopista Gyeongbu (coreano: 경부 고속도로) que la conecta a Seúl con el sur este del país.

## Administración
La ciudad de Yeongcheon se divide en 1 eup, 10 myeon, 5 dong.
- geumho-eup
- cheongtongmyeon
- sinnyeongmyeon
- hwasanmyeon
- hwabukmyeon
- hwanammyeon
- jayangmyeon
- imgomyeon
- gogyeongmyeon
- bug-anmyeon
- daechangmyeon
- dongbudong
- jung-angdong
- seobudong
- wansandong
- nambudong

## Símbolos
- La flor, la rosa.
- El animal, la paloma.
- El árbol, El Ginkgo biloba.

## Clima
| Parámetros climáticos promedio de Yeongcheon (1981−2010) | Parámetros climáticos promedio de Yeongcheon (1981−2010) | Parámetros climáticos promedio de Yeongcheon (1981−2010) | Parámetros climáticos promedio de Yeongcheon (1981−2010) | Parámetros climáticos promedio de Yeongcheon (1981−2010) | Parámetros climáticos promedio de Yeongcheon (1981−2010) | Parámetros climáticos promedio de Yeongcheon (1981−2010) | Parámetros climáticos promedio de Yeongcheon (1981−2010) | Parámetros climáticos promedio de Yeongcheon (1981−2010) | Parámetros climáticos promedio de Yeongcheon (1981−2010) | Parámetros climáticos promedio de Yeongcheon (1981−2010) | Parámetros climáticos promedio de Yeongcheon (1981−2010) | Parámetros climáticos promedio de Yeongcheon (1981−2010) | Parámetros climáticos promedio de Yeongcheon (1981−2010) |
| Mes                                                      | Ene.                                                     | Feb.                                                     | Mar.                                                     | Abr.                                                     | May.                                                     | Jun.                                                     | Jul.                                                     | Ago.                                                     | Sep.                                                     | Oct.                                                     | Nov.                                                     | Dic.                                                     | Anual                                                    |
| -------------------------------------------------------- | -------------------------------------------------------- | -------------------------------------------------------- | -------------------------------------------------------- | -------------------------------------------------------- | -------------------------------------------------------- | -------------------------------------------------------- | -------------------------------------------------------- | -------------------------------------------------------- | -------------------------------------------------------- | -------------------------------------------------------- | -------------------------------------------------------- | -------------------------------------------------------- | -------------------------------------------------------- |
| Temp. máx. media (°C)                                    | 5.0                                                      | 7.7                                                      | 12.8                                                     | 19.8                                                     | 24.5                                                     | 27.3                                                     | 29.5                                                     | 30.3                                                     | 26.0                                                     | 21.4                                                     | 14.2                                                     | 7.6                                                      | 18.8                                                     |
| Temp. media (°C)                                         | −1.0                                                     | 1.2                                                      | 6.0                                                      | 12.5                                                     | 17.3                                                     | 21.3                                                     | 24.6                                                     | 25.1                                                     | 20.0                                                     | 13.7                                                     | 6.9                                                      | 0.9                                                      | 12.4                                                     |
| Temp. mín. media (°C)                                    | −6.4                                                     | −4.5                                                     | −0.2                                                     | 5.0                                                      | 10.4                                                     | 15.9                                                     | 20.6                                                     | 21.0                                                     | 15.1                                                     | 7.4                                                      | 0.7                                                      | −4.6                                                     | 6.7                                                      |
| Precipitación total (mm)                                 | 22.6                                                     | 27.3                                                     | 46.9                                                     | 62.4                                                     | 87.2                                                     | 135.8                                                    | 224.4                                                    | 225.3                                                    | 135.0                                                    | 31.8                                                     | 32.8                                                     | 15.2                                                     | 1046.8                                                   |
| Días de precipitaciones (≥ 0.1 mm)                       | 4.0                                                      | 5.1                                                      | 7.1                                                      | 7.2                                                      | 8.3                                                      | 9.0                                                      | 13.0                                                     | 12.0                                                     | 8.8                                                      | 4.2                                                      | 4.6                                                      | 3.5                                                      | 86.8                                                     |
| Horas de sol                                             | 169.4                                                    | 179.5                                                    | 203.4                                                    | 222.7                                                    | 232.1                                                    | 196.8                                                    | 172.3                                                    | 187.2                                                    | 167.4                                                    | 198.8                                                    | 160.4                                                    | 156.6                                                    | 2248.9                                                   |
| Humedad relativa (%)                                     | 58.0                                                     | 58.2                                                     | 59.4                                                     | 57.0                                                     | 61.9                                                     | 68.6                                                     | 75.3                                                     | 74.8                                                     | 73.8                                                     | 68.3                                                     | 65.0                                                     | 61.3                                                     | 65.1                                                     |
| Fuente: Korea Meteorological Administration              |                                                          |                                                          |                                                          |                                                          |                                                          |                                                          |                                                          |                                                          |                                                          |                                                          |                                                          |                                                          |                                                          |

## Ciudades hermanas
- Kuroishi, Prefectura de Aomori.
- Kaifeng.
- Búfalo (Nueva York).

## Personajes ilustres
- Ha Geun-chan, escritor